# Kim Min-seok (homme d'État)
Pour les articles homonymes, voir Kim Min-seok.
Dans ce nom coréen, le nom de famille, Kim, précède le nom personnel.
Kim Min-seok (en coréen : 김민석), né le 29 mai 1964 à Séoul (Corée du Sud), est un homme d'État sud-coréen, Premier ministre depuis le 7 juillet 2025.